# Pandinops bellicosus
Espèce
Synonymes
- Heterometrus bellicosus L. Koch, 1875

Pandinops bellicosus est une espèce de scorpions de la famille des Scorpionidae.

## Distribution
Cette espèce est endémique d'Érythrée.

## Description
Pandinops bellicosus mesure de 80 à 95 mm.

## Systématique et taxinomie
Cette espèce a été décrite sous le protonyme Heterometrus bellicosus par L. Koch en 1875. Elle est placée dans le genre Pandinus par Karsch en 1884 puis dans le genre Pandinops par Rossi en 2015.

## Publication originale
- L. Koch, 1875 : Aegyptische und abyssinische Arachniden gesammelt von Herrn C. Jickeli. Nürnberg, p. 1-96 (texte intégral).